# Henry Johansson
Henry Johan Johansson (* 23. September 1897 in Södertälje; † 28. Mai 1979 ebenda) war ein schwedischer Eishockeyspieler. 

## Karriere
Auf Vereinsebene spielte Henry Johansson ausschließlich für seinen Heimatverein Södertälje SK. Von 1924 bis 1932 trat er mit seiner Mannschaft in der schwedischen Meisterschaft an. In den Jahren 1925 und 1931 gewann er jeweils mit Södertälje den nationalen Meistertitel. 

### International
Für Schweden nahm Johansson an den Olympischen Winterspielen 1928 in St. Moritz teil, bei denen er mit seiner Mannschaft die Silbermedaille gewann. Als bestes europäisches Team bei den Olympischen Winterspielen gewann er mit seiner Mannschaft den Europameistertitel. 

## Erfolge und Auszeichnungen
- 1925 Schwedischer Meister mit dem Södertälje SK
- 1931 Schwedischer Meister mit dem Södertälje SK

### International
- 1928 Silbermedaille bei den Olympischen Winterspielen